# Akiba Rubinstein
Akiba Kiwelowicz Rubinstein (1. prosince 1880, Stawiski – 15. března 1961, Antverpy, jako den narození se udává i 12. říjen 1882 či 12. prosinec 1882) byl polský šachový velmistr.
Kolem roku 1910 patřil k vůbec nejsilnějším šachistům světa; byl především obávaným pozičním hráčem, nepostrádal však ani schopnost mistrovské kombinační hry. Na rok 1914 měl domluven zápas o titul mistra světa s Emanuelem Laskerem, ten však překazilo vypuknutí 1. světové války. Po válce byly Rubinsteinovy výsledky již méně přesvědčivé. V důsledku propuknutí duševní nemoci se po roce 1932 stáhl z šachového života a dožil v ústavu v Antverpách.